# 希勒勒
希勒勒（丹麥語：Hillerød，丹麥語發音：[ˈhiləˌʁœðˀ]）是位於丹麥首都大区的一個城市。希勒勒面積191平方公里（74平方英里）。2008年時，有人口46,568人。希勒勒是首都大區的行政中心所在地。希勒勒市內最為知名的觀光景點是腓特烈堡城堡。

## 外部連結
- 官方網站 （页面存档备份，存于）
- 觀光資訊 （页面存档备份，存于）
- 希勒勒賓館
- 圖片
- Hillerød on Wikivoyage